# Monte Bennett
Il Monte Bennett (in lingua inglese: Mount Bennett) è una prominente montagna antartica alta 3.090 m, situata circa 6 km a est del Monte Boyd e che sormonta la parte occidentale delle Anderson Heights, nei Monti della Regina Maud, in Antartide. 
Fu scoperto dall'United States Antarctic Service (USAS) (1939–41) e ispezionato dalla U.S. Ross Ice Shelf Traverse Party (1957–58) guidata dal geofisico e glaciologo statunitense Albert P. Crary (1911-1987).
La denominazione è stata assegnata dallo stesso Crary in onore di Hugh Bennett, della Michigan State University, sismologo della spedizione.